# Chapelle du Lazaro
La chapelle du Lazaro est une chapelle octogonale située à Marcq-en-Barœul, en France.

## Localisation
La chapelle octogonale est située dans le département français du Nord, sur la commune de Marcq-en-Barœul.

## Historique
La chapelle est construite en 1843 sous l'impulsion des propriétaires du château du Lazaro qui souhaitent ajouter une chapelle à leur bâtisse. Pierre Giraud, archevêque de Cambrai, en pose la première pierre et l'édifice est inauguré un an plus tard,.
L'édifice est classé au titre des monuments historiques en 1951. L'oratoire présent à l'étage de la chapelle est un mobilier inscrit au titre des monuments historiques en 1982.

## Galerie

Chapelle du Lazaro
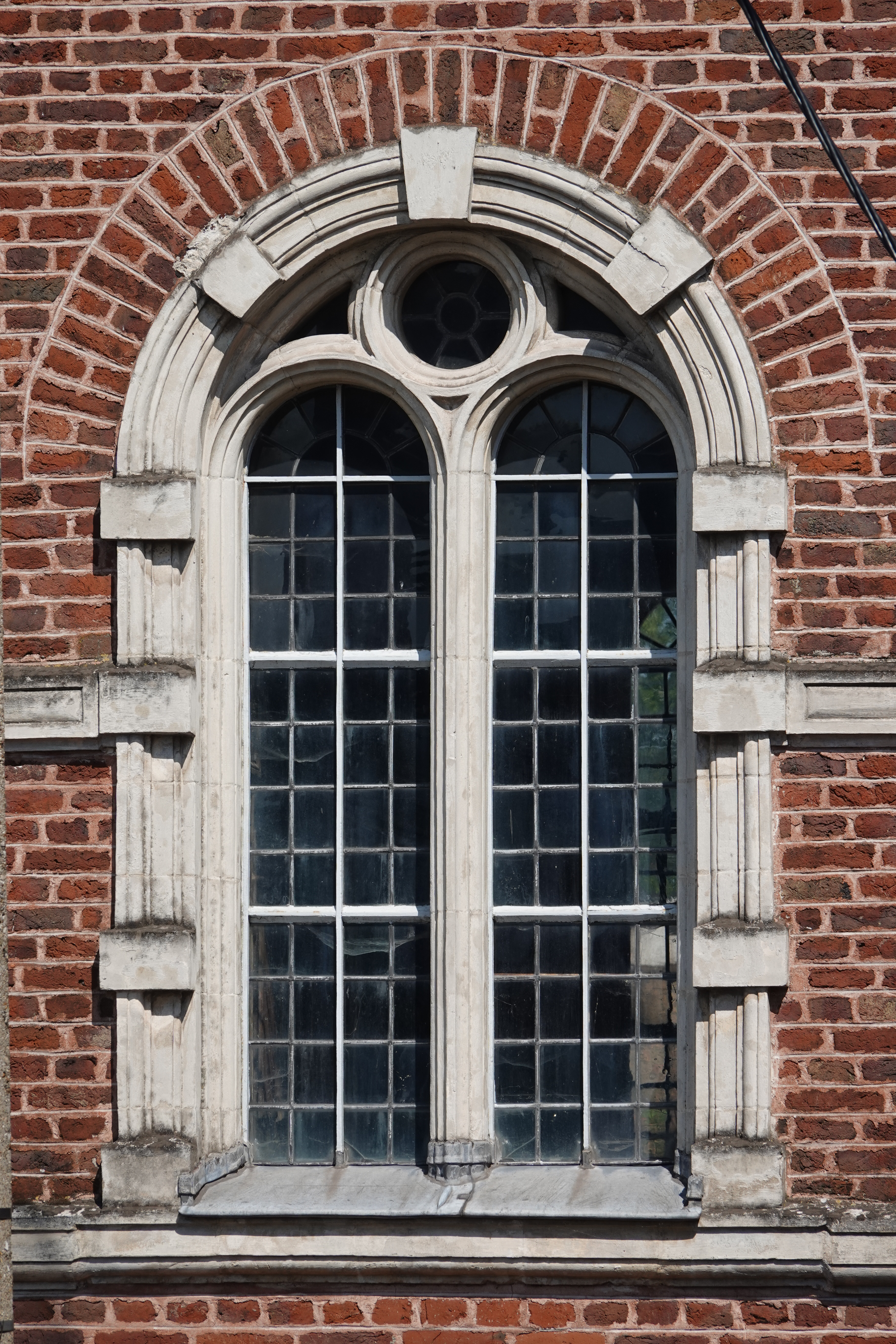
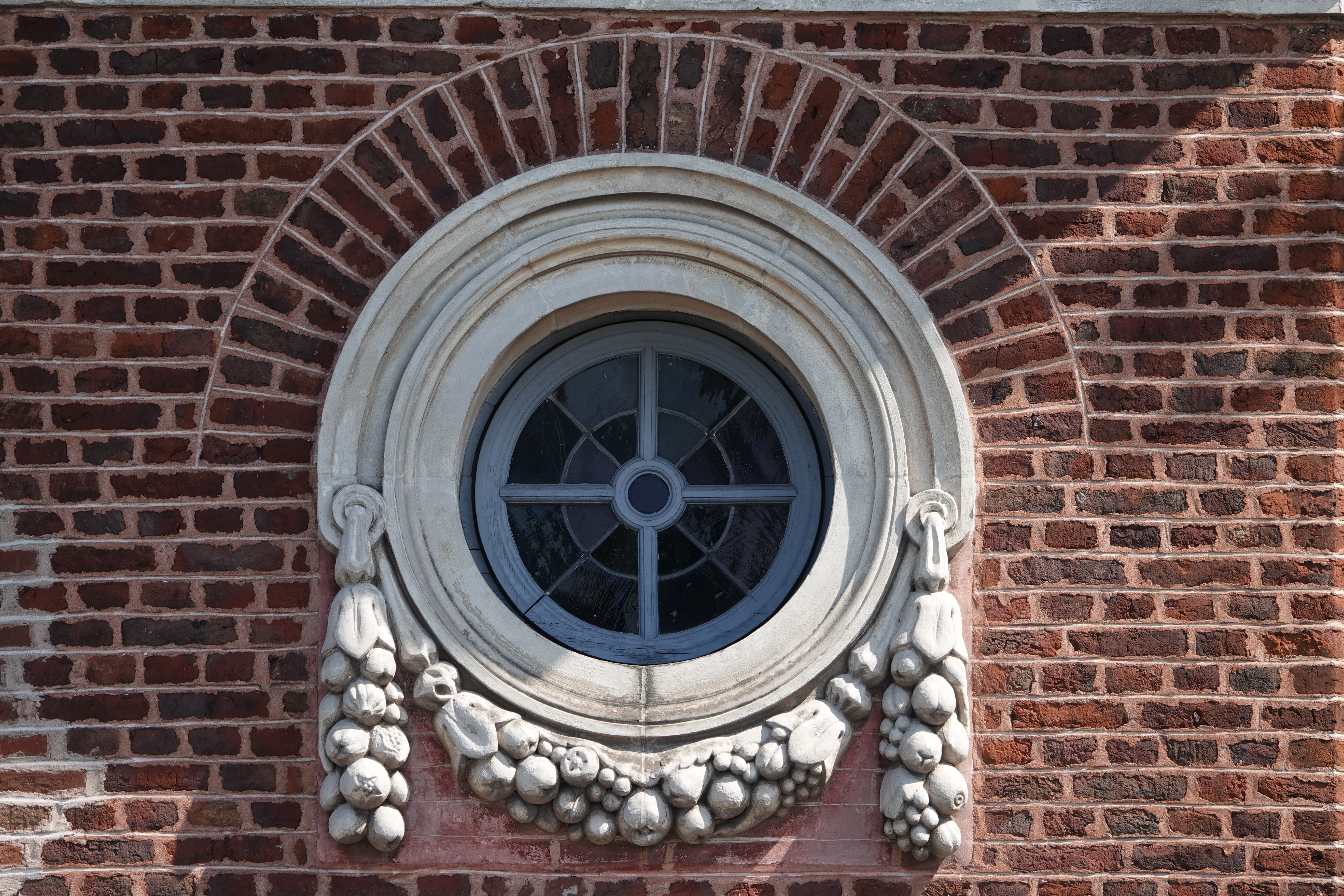
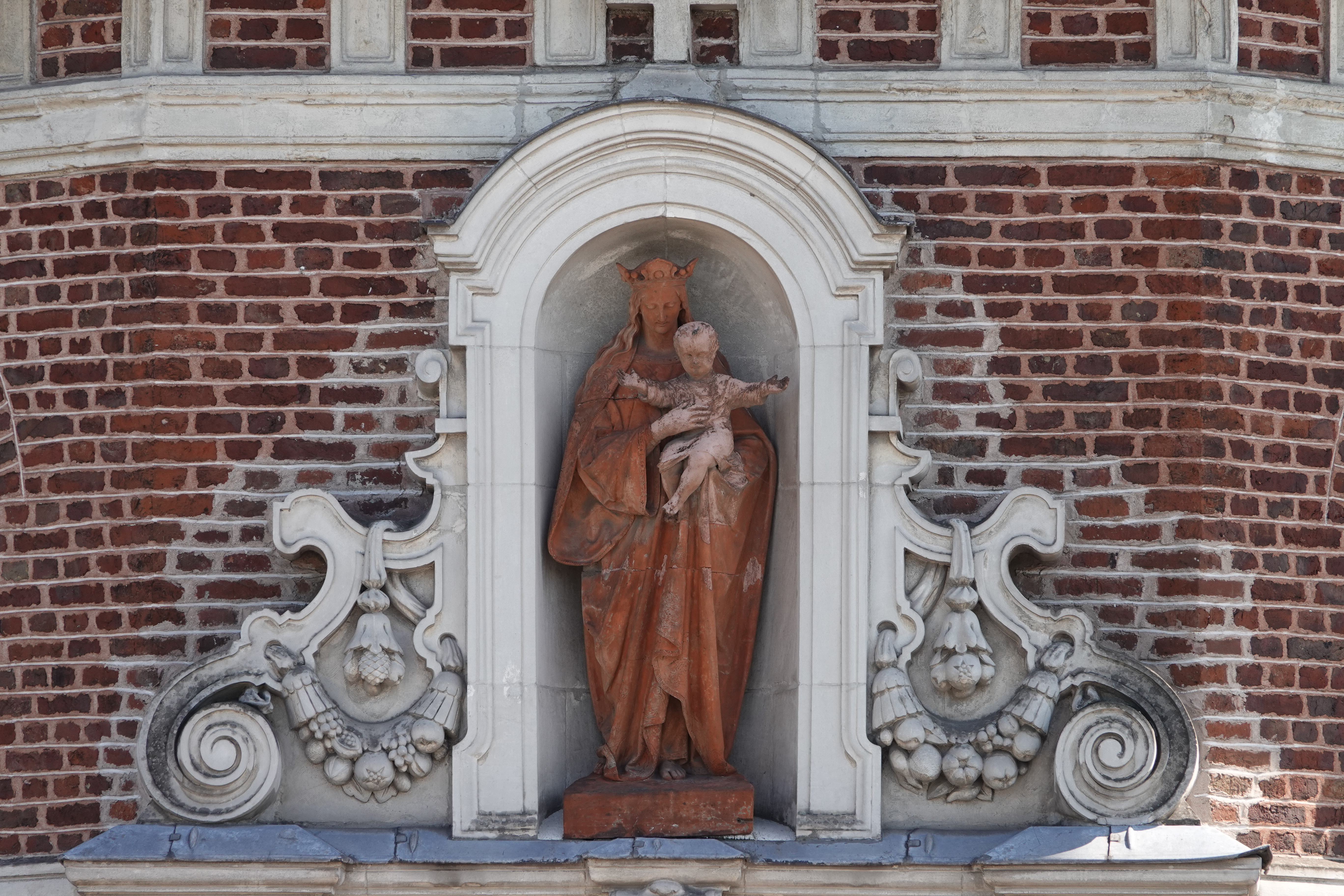
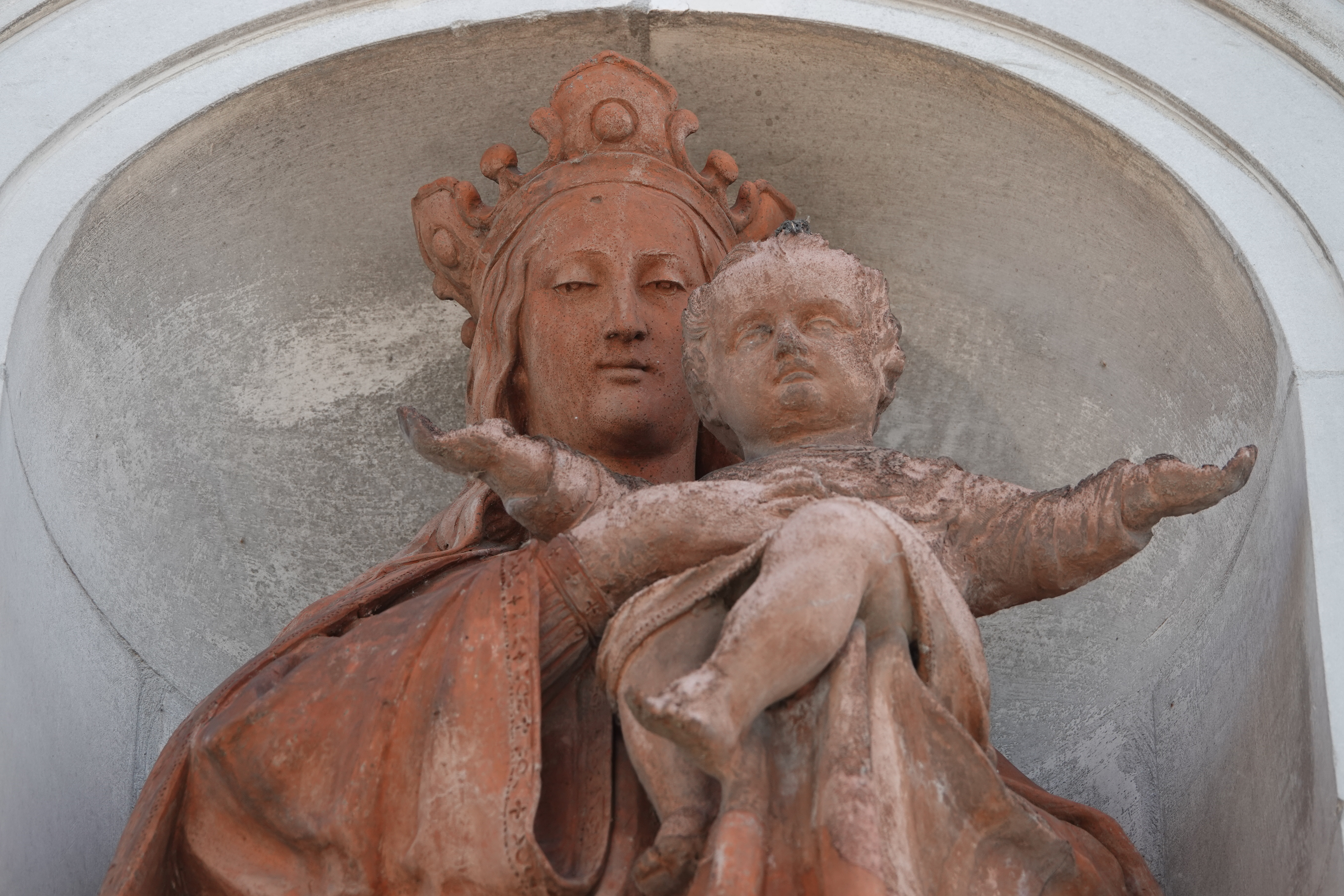